# Sumba (isola)
Sumba è un'isola dell'Indonesia, nell'arcipelago delle Piccole Isole della Sonda, classificato geograficamente come appartenente al continente asiatico. Amministrativamente è inclusa nella provincia di Nusa Tenggara Orientale. Il maggiore villaggio dell'isola è Waingapu, con 10.700 abitanti.

## Geografia
Ha un'area di 11.153 km², fatto che la rende la 73ª isola del mondo per area. 
A nordovest di Sumba si trova l'isola di Sumbawa, a nordest, attraverso dello Stretto di Sumba (Selat Sumba), si trova l'isola Flores, a est, attraversando il Mare di Savu, si trova l'isola di Timor, e poco più lontano, a sud, attraversando parte dell'Oceano Indiano, si arriva al continente dell'Australia.

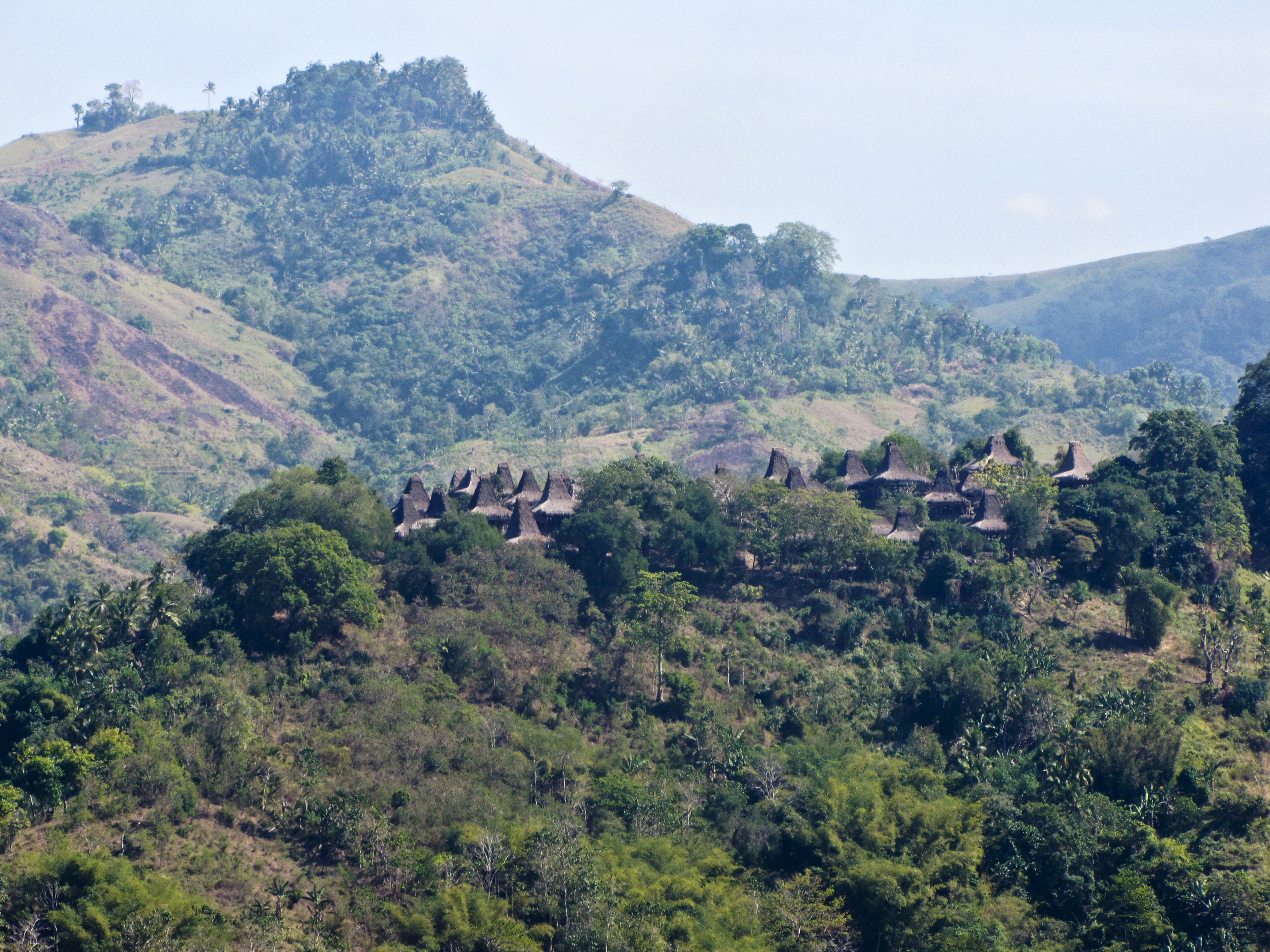
Un villaggio su Sumba

## Popolazione e cultura
Si conta una popolazione di 611.422 abitanti secondo il censimento del 2005. L'ovest dell'isola (capitale Waikabubak) possiede tombe megalitiche e capanne con tetti di paglia. Ancora oggi si fanno tombe megalitiche per i benestanti, che si costruiscono in vita. Il futuro defunto organizza il trasporto della pietra dalla cava fino al villaggio (kampung). Un giorno alla settimana si riuniscono dozzine di persone dai vicini kampung, e tutti assieme trascinano la pietra su rulli. I volontari vengono retribuiti con un grande pranzo collettivo (arrosto di animali speziati, come maiali, bufali e cavalli). Altre ceremonie sono il Pajura o Pasola, lotta tradizionale di fantini che combattono con lance per ferire lievemente l'avversario. Inoltre si festeggiano l'anno nuovo lunare in ottobre e novembre, con corse e danze rituali.

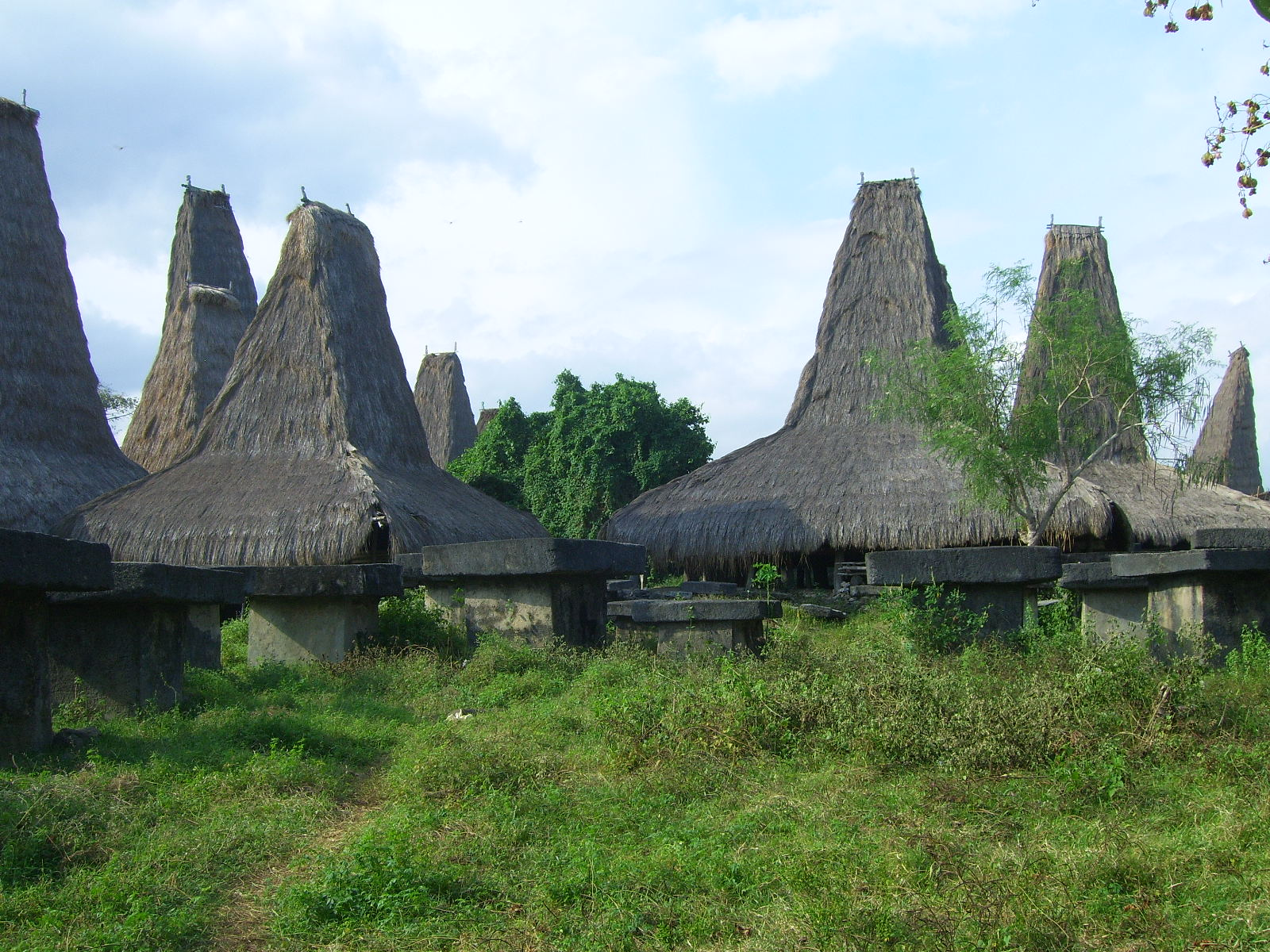
Case traditionali Sumbanesi vicino Bondokodi, Sumba occidentale

## Clima e flora
Si verifica una stagione secca da maggio a novembre, e una stagione piovosa da dicembre ad aprile. Appartiene al regno floristico paleotropicale, sottoregno indomalese. La vegetazione naturale più strutturata è una foresta tropofila del tipo jungla, con alberi sempreverdi e caducifogli, questi ultimi si defogliano nella stagione secca. Storicamente, quest'isola esporta legno di sandalo.

## Fauna
Tra la fauna che popola l'isola di Sumba, sono da segnalare:
Uccelli
- Diamante mandarino
- Cacatua crestagialla
- Schiribilla dai sopraccigli
- Quaglia tridattila di Sumba
- Cappuccino cinque colori
- Lonchura punctulata sumbae, una sottospecie di "Domino"
- Rallo bandecamoscio
- Gheppio macchiato
- Colomba frugivora nucarossa

Pipistrelli
- Rhinolophus keyensis simplex, una sottospecie del pipistrello Rhinolophus keyensis
- Rhinolophus affinis princeps , una sottospecie del pipistrello Rhinolophus affinis
- Myotis muricola muricola, una sottospecie del pipistrello Myotis muricola
- Eonycteris spelaea glandifera, una sottospecie di "Pipistrello mattutino"
- Cynopterus nusatenggara nusatenggara, una sottospecie di "Pipistrello della frutta dal muso corto di Nusa Tenggara"
- Acerodon mackloti gilvus, una sottospecie di "Volpe volante della Sonda"

Insetti
- Papilio demoleus, farfalla

Rettili
- Lycodon capucinus, serpente colubride

Mammiferi
- Paradoxurus hermaphroditus sumbanus, una sottospecie di "Civetta delle palme comune"

## Storia
Prima della colonizzazione europea, l'isola di Sumba era abitata da tanti piccoli gruppi etnici, alcuni dei quali avevano relazioni tributarie con l'impero Majapahit. Nel 1522 arrivarono le prime navi provenienti dall'Europa e dal 1866 Sumba divenne parte delle Indie Orientali Olandesi, anche se l'isola non subì l'amministrazione olandese fino al XX secolo.
Gli abitanti dell'isola di Sumba (i sumbanesi) parlano una varietà delle lingue austronesiane. il 25÷30% della popolazione pratica la religione animista Marapu, mentre il resto degli abitanti sono cristiani: per la maggior parte calvinisti e una sostanziale minoranza cattolici. Si può trovare anche un esiguo numero di sunniti lungo le aree costiere.
Nonostante l'influenza delle religioni occidentali, Sumba è uno dei pochi posti al mondo in cui alcuni complessi megalitici vengono utilizzati come luogo di sepoltura. 
Tale tipo di sepoltura veniva utilizzata in molte parti del mondo nel Neolitico e nell'Età del bronzo, ma è sopravvissuta fino ai giorni nostri solo a Sumba e in poche altre parti del globo.

## Nella cultura di massa
- Il film Marlina, omicida in quattro atti (Marlina si Pembunuh dalam Empat Babak), regia di Mouly Surya (2017), è ambientato ed è stato girato sull'isola.